# Lipopterocis simplex
Lipopterocis simplex es una especie de coleóptero de la familia Ciidae.

## Distribución geográfica
Habita en Japón.